# Bernhard Doyle
Bernhard Joseph Doyle (Wexford, 9 de abril de 1888 – 12 de dezembro de 1977) foi um ciclista irlandês. Representou o Reino Unido em duas provas nos Jogos Olímpicos de 1912, em Estocolmo.